# Estación Tacuarí
Tacuarí es una estación de ferrocarril ubicada en la localidad del mismo nombre, en el Partido de Salto, Provincia de Buenos Aires, Argentina.

## Historia
Fue construida por la Compañía General de Ferrocarriles en la Provincia de Buenos Aires en 1908, como parte de la vía que llegó a Rosario en ese mismo año. Actualmente preservada por la Asociación Amigos del Belgrano cuyo fin es preservar las vías realizando tareas de mantenimiento.

### Toponimia
La estación lleva este nombre porque recuerda el combate librado el 9 de marzo de 1811 en las márgenes del río Tacuarí, en Paraguay, entre el General Manuel Belgrano, al frente de trescientos hombres y el General Cabañas, cuyos efectivos alcanzaban a dos mil quinientos, Después de siete horas de fuego, Belgrano se replegó a un cerro y celebró una capitulación honrosa con el jefe adversario.
Tacuarí es un vocablo guaraní que significa "río de cañita chica" por las cañas de esa especie que crecen en sus márgenes.